# Desa Gunungtanjung (administrativ by i Indonesien, lat -7,41, long 108,29)
Desa Gunungtanjung är en administrativ by i Indonesien.   Den ligger i provinsen Jawa Barat, i den västra delen av landet, 210 km sydost om huvudstaden Jakarta.